# María Vallet-Regí
Pour les articles homonymes, voir Vallet et Regi.
María Vallet Regí, née le 19 avril 1946, est une chimiste inorganique espagnole. Elle est la scientifique espagnole la plus citée dans le domaine des sciences des matériaux et est largement reconnue pour ses contributions à la biotechnologie et à la médecine. Au cours de sa carrière, elle a dirigé le groupe des biomatériaux intelligents à l'Université complutense de Madrid et a publié plus de 550 articles scientifiques.

## Biographie
María Vallet-Regí naît le 19 avril 1946 à Las Palmas de Grande Canarie, sur les îles Canaries en Espagne,. 
Elle étudie la chimie à l'Université complutense de Madrid et obtient son doctorat en sciences chimiques en 1974. 
Elle est professeure de chimie inorganique à partir de 1990. 
En 2012, elle devient professeure titulaire de chimie inorganique et prend la tête du groupe de recherche sur les biomatériaux intelligents au sein du département de chimie inorganique et bio-inorganique de la faculté de pharmacie de l'Université complutense de Madrid.
Elle devient également cheffe de groupe du centre de mise en réseau de la recherche biomédicale en bioingénierie, biomatériaux et nanomédecine (CIBER‐BBN) et de l'Institut de recherche de l'hôpital 12 de Octubre (i+12).
Elle est largement reconnue pour ses contributions à la biotechnologie et à la médecine. Un rapport à la fin des années 2010 par l'Université Stanford l'a incluse parmi les 2% des meilleurs chercheurs au monde. 

## Activités
Au cours de sa carrière, María Vallet-Regí apporte d'importantes contributions dans le domaine des biomatériaux céramiques et autres biomatériaux ayant des applications en traumatologie, en dentisterie et en ingénierie tissulaire. Ses travaux contribuent aussi au domaine des matériaux destinés à être utilisés dans la libération contrôlée de médicaments. Son laboratoire a ainsi créé de minuscules particules qui transportent le médicament nécessaire à chaque patient atteint de cancer et ne le libèrent que lorsqu'il atteint la zone touchée. Elle est en effet reconnue comme étant une pionnière dans le domaine des matériaux céramiques appliqués à la médecine en proposant notamment d'introduire des médicaments dans les pores des matériaux en silice mésoporeuse, ce qui a inspiré des milliers de publications dans le monde entier. 
María Vallet-Regí donne des conférences dans le monde entier sur ses recherches et participe à plus de 300 conférences internationales. En outre, elle est membre de nombreux comités.
En 1999, elle devient vice-présidente de la Société royale espagnole de chimie (RSQE), poste qu'elle occupera jusqu'en 2007.
Elle est également membre : de l'Académie royale d'ingénierie (RAI) à partir 2004 ; de l'Institut de magnétisme appliqué (IMA) « Salvador Velayos » (UCM-RENFE-CSIC) à partir de 1989 ; du Comité national d'évaluation des activités de recherche (CNEAI) entre 2006 et 2009 ; du comité directeur du « Science pour la paix » de l'OTAN entre 1999 et 2005 ; de la Materials Research Society of India ; ou encore des académies espagnoles de pharmacie, d'ingénierie, européenne des médecins, du Collège international des boursiers en science et ingénierie des biomatériaux (FBSE) et de l'Institut américain de Génie Biomédical et Biologique (AIMBE),.

## Publications
María Vallet-Regí publie plus de 550 articles scientifiques relatifs à ses travaux de recherche dans les domaines de la chimie et de la science des matériaux. Elle est la scientifique espagnole la plus citée dans le domaine des sciences des matériaux, d'après l'ISI Web of Knowledge,.
Elle écrit également plus de 20 ouvrages. 
Au cours de sa carrière, María Vallet-Regí fait partie de nombreux comités éditoriaux internationaux, notamment : le comité consultatif international du Journal of Materials Chemistry (RSC) entre 1995 et 2000 ; le comité consultatif international du Bulletin of Materials Science à partir de 2004 ; l'Open Inorganic Chemistry Journal à partir de 2007 ; l'Open Biomedical Engineering Journal à partir de 2007 ; ou encore le comité de sélection de  « Cerámica Información », publié par Faenza Editrice Ibérica, à partir de 1996.

## Récompenses et distinctions
María Vallet-Regí reçoit plus d'une trentaine de prix, notamment : le prix franco-espagnol 2000 de la Société chimique de France ; le prix de chimie inorganique 2008 de la Société royale espagnole de chimie ; le prix national de la recherche dans le domaine de l'ingénierie en 2008. Elle reçoit encore le prix de recherche de la Fédération des entreprises de l’industrie chimique espagnole (Feique) en 2011 et le prix de recherche et la médaille d'or de la société royale de chimie d'Espagne en 2011. Elle reçoit aussi la médaille du mérite en recherche 2019 et en enseignement universitaire décernée par le gouvernement espagnol ainsi que le diplôme honorifique (Doctor Honoris Causa) des universités de Pais Vasco (Espagne) en 2013, Jaume I (Espagne) en 2015 et Murcia (Espagne) en 2021.
La base de données, qui analyse l'impact tout au long de la carrière des chercheurs selon la base de données Scopus, est publiée dans PLoS Biology en 2020 et classe María Vallet-Regí au premier rang parmi ses collègues espagnols et au sein de l'élite parmi les chercheurs mondiaux. Elle est également Highly Cited Researcher 2018 (Clarivate Analytics), une liste qui sélectionne les chercheurs en fonction de leurs performances de recherche reconnues mondialement.
Elle est la première femme scientifique dans le classement des femmes scientifiques espagnoles classées par leurs indices moyens,.